# چا کاتو
چا کاتو (انگلیسی: Cha Katō؛ زادهٔ ۱ مارس ۱۹۴۳) بازیگر، کمدین، طبل‌زن، و خواننده اهل ژاپن است. وی از سال ۱۹۶۲ میلادی تاکنون مشغول فعالیت بوده‌است.